# Chiesa di Santa Maria delle Grazie (Massa Lubrense)
La chiesa di Santa Maria delle Grazie è una chiesa di Massa Lubrense: è stata cattedrale della diocesi di Massa Lubrense dalla sua consacrazione fino al 1818, quando la diocesi è stata unita a quella di Sorrento; è sede parrocchiale.

## Storia
Alcuni storici farebbero risalire la nascita della diocesi di Massa Lubrense intorno all'XI secolo, anche se le prime testimonianze certe risalgono agli anni '20 del XIII secolo. Ignoto è anche il luogo dove venne edificata con esattezza la prima cattedrale: probabilmente questa si trovava su un promontorio chiamato Fontanella, nei pressi di un tempio distrutto dedicata a Minerva. Venne qui dipinta un'immagine raffigurante la Madonna che successivamente sarà spostata presso una chiesa, in quella che diventerà la frazione di Marina della Lobra, nome derivate dalla denominazione latina dato dell'affresco, ossia Delubrum Virginis.
La cattedrale successivamente venne spostata presso la chiesa dell'Annunziata ma, dopo il 1465, anno in cui Massa Lubrense, per aver sostenuto gli angioini, venne quasi completamente distrutta dalle truppe aragonesi, fu nuovamente spostata, questa volta presso la chiesa della Marina della Lobra, anche se la cattedra lignea del vescovo rimase nella precedente chiesa. Da alcuni documenti risultò che il vescovo, nel 1477, risiedeva in località Palma, dove si creò un vero e proprio episcopio, mentre, nel 1489, dimorava nella chiesa di Schiazzano.
A seguito della riorganizzazione del tessuto urbano di Massa Lubrense si decise di edificare una nuova cattedrale: la scelta del luogo fu in località Palma, dove precedente si era già organizzato un primitivo episcopio e dove, a seguito dell'attacco aragonese, si era andato sviluppando il nuovo centro politico cittadino. Tale scelta tuttavia non fu esente da malcontenti, soprattutto da parte delle comunità di Torca, Sant'Agata e Monticchio. La fondazione della nuova cattedrale avvenne il 22 aprile 1506 presso la chiesa di Santa Maria della Misericordia alla presenza del vescovo Geronimo Castaldo e del notaio Andrea Cerlone: in quest'occasione si decise che sarebbe stata la principale della città e intitolata a Santa Maria delle Grazie. La prima pietra venne posta dal vescovo Castaldo il 25 marzo 1512: il terreno fu donato dalla famiglia Palma, una delle più influenti della città, dove sorgeva la chiesa di Sant'Erasmo, che verrà inglobata nella nuova costruzione e sede di una confraternita che curava anche l'annessa area cimiteriale. I lavori procedettero lentamente, soprattutto per le difficoltà economiche: nel 1536, il sindaco Pietro Cangiano donò 43 ducati per portare a termine la costruzione, mentre altri aiuti arrivarono dalle famiglie nobili locali come quella dei Palma, Persico, Maldacea, Liparulo, Turbolo, Cangiano e Pisani. La cattedrale venne consacrata l'8 luglio 1543 da monsignor Pietro Marchesi; accanto ad esse sorse un nuovo episcopio.
Nei primi anni di attività, soprattutto nel periodo in cui erano vescovi gli appartenenti alla famiglia Borgia, prima Girolamo a cui succedette poco dopo suo nipote Giovan Battista, la chiesa non subì particolari lavori di ampliamento o abbellimento, anche perché, in quel periodo, i vescovi non avevano l'obbligo di risiedere nella diocesi a loro assegnata, preferendo, in questo caso, restare a Napoli. A seguito dell'invasione dei Turchi del 1558 si decise di fortificare nuovamente Massa Lubrense con una cinta muraria, distrutta in precedenza dagli aragonesi nel 1465: i lavori, che cominciarono il 29 ottobre 1564 e che vennero parzialmente conclusi, non prevedevano di includere nella cerchia muraria la nuova cattedrale, indice ancora del malcontento per la scelta della sua edificazione in località Palma.
Sotto monsignor Giambattista Palma venne costruito il coro. Divenuto vescovo il 9 febbraio 1626 monsignor Maurizio Centini, fu lui a promuovere la costruzione del soffitto della navata centrale con un cassonettato ligneo decorato in oro e successivamente, nel 1628, l'organo. Quando venne nominato vescovo Giovanni Battista Nepita nel 1685 iniziarono i lavori di ampliamento della sacrestia e Giuseppe Fattorusso venne chiamato a decorare la struttura con un ciclo di affreschi. Nel 1687 venne danneggiata da una tempesta che mandò in frantumi le vetrate; tra il 1687 e il 1695 il regno di Napoli fu investito da uno sciame sismico che compromise la stabilità della cattedrale. Nepita, il quale teneva particolarmente al decoro della chiesa, chiedendo anche aiuto a papa Innocenzo XI per ricevere dei sussidi, iniziò dei lavori di ristrutturazione che portarono anche alla creazione delle fondamenta, di cui era sprovvista, oltre ad una nuova pavimentazione in mattoni, posati nel 1699. I restauri era già terminati alla morte del Nepita, avvenuta il 12 giugno 1701. Il vescovo successivo, Giacomo Maria de' Rossi, dovette anch'egli riparare i danni di un'alluvione, avvenuta nel 1702, che aveva devastato sia la cattedrale che l'episcopio: allo stesso vescovo si deve la venerazione e la realizzazione della statua di Sant'Irene, invocata contro le avversità meteorologiche.
Nel 1757 venne nominato vescovo Giuseppe Bellotti: con il nuovo pastore della diocesi massese la cattedrale subisce numerosi lavori di ristrutturazione. Tra il 1757 e il 1759, convinto che l'umidità presente all'interno fosse dovuta alla mancanza di luce, fa aprire sulla facciata due nuove porte, sormontante da finestre, ai lati di quella principale: in tale occasione vennero sacrificate sia la cappella del Fonte Battesimale che quella di Santa Maria ad Nives dei Fabbri. Ordina inoltre un nuovo altare maggiore in marmi policromi, commissiona nuovi dipinti e amplia la sacrestia che fa decorare con dipinti dei suoi predecessori, dalle fisionomie reali o fittizie. Tra il 1764 e il 1766 si registrarono spese per il rifacimento degli stucchi della facciata, delle cappelle e della sacrestia ad opera di Gennaro De Martino. Nel 1780, sicuramente nel periodo compreso tra il 23 aprile e il 17 giugno, quando la chiesa risultava inagibile e tutte le attività spostante nell'adiacente chiesa del Purgatorio, Bellotti fece posare il nuovo pavimento in maiolica di Ignazio Chiaiese con decorazioni di paesaggi, ghirlande e temi floreali: questo venne realizzato nella bottega dell'artista alla Marinella, a Napoli, e arrivò a Massa Lubrense via mare, smontato e custodito in delle casse.
Nel 1814 risultò la concessione da parte del re Gioacchino Murat di 660 lire per i lavori di ristrutturazione. Nel 1818, quando la diocesi di Massa Lubrense venne inglobata a quella di Sorrento, perse la funzione di cattedrale. All'inizio del XIX la chiesa si presentava in uno stato fatiscente: il vescovo Gabriele Papa, durante una visita, notò che la navata centrale era priva di copertura e la maggior parte degli arredi e opere d'arte erano andati perduti e solo in parte custoditi dal capitolo. Venne quindi riunita, nel 1827, una commissione per eseguire i lavori di restauro, i quali furono affidati ad Antonino Fiorentino e ai fratelli Conforti di Sorrento: venne sostituito il soffitto a cassettoni in legno della navata con una tela, fu rifatto il tetto e rimossi e rifatti gli stucchi.
Anche nel XX secolo vennero effettuati ulteriori lavori: nel 1914 venne rifatto il campanile, nel 1950 un soffitto in gesso andò a sostituire la tela e nel 1970 fu rimosso il pavimento del Chiaiese, ormai malridotto, eccetto nel transetto, e rimpiazzato con una replica moderna. Gravi danni vennero inferti dal terremoto del 1980 che rese inagibile la chiesa: furono necessari nuovi interventi, soprattutto alle coperture della navata e del transetto; durante i lavori di restauro riemersero tracce di affreschi del Fattorusso e altri ancora più antichi. Venne riaperta al pubblico il 23 dicembre 1996 con una celebrazione liturgica presieduta da monsignor Felice Cece. Tra il 2002 e il 2004 vennero restaurati la facciata e il campanile.

## Descrizione

### Esterno
La chiesa, posta nella piazza principale di Massa Lubrense, si trova tra l'episcopio e la chiesa del Purgatorio. La facciata è in stile neoclassico ed è tripartita, divisa verticalmente da cornici in stucco, con la parte centrale più altra rispetto alle due laterali, riprendendo esternamente la stessa divisione delle navate interne. Al centro della facciata è posto il portale d'ingresso, incorniciato da stucchi e sormontato da un timpano ad arco, il quale presenta al centro lo stemma di monsignor Bellotti; al di sopra del portale si apre un finestrone ed un oculo. Nel finestrone era posta una vetrata con il disegno di una croce e un cerchio: questa venne sostituita durante i lavori di restauro degli anni 2000 con un tema simile. Lo stesso schema architettonico della parte centrale si presenta ai due lati della facciata: ossia portale d'ingresso, più piccolo rispetto al principale, sormontato da uno stemma, un finestrone e un oculo. La facciata termina su entrambi i lati con dei pinnacoli in pietra di Trani, risistemanti durante gli interventi degli anni 2000, secondo antiche vedute della chiesa.

### Interno
All'interno, la chiesa, si presenta con una pianta a croce latina ed è divisa in tre navate, due laterali e una centrale di maggiori dimensioni e più alta: la divisione della navate avviene tramite una serie di cinque colonne quadrangolari poste su ogni lato, sulle quali insistono degli archi; le colonne hanno un capitello corinzio sul lato che guarda verso la navata centrale. Lungo il secondo ordine della navata centrale, in cui si aprono finestroni rettangolari, corre una cornice sorretta da lesene. La stessa navata presenta un soffitto a cassettoni ligneo realizzato tra il 1985 e il 1987: un primo soffitto a cassettoni, in legno dipinto e dorato, venne realizzato nel 1622, il quale venne, nel 1827, sostituito da una tela che lo ricordava nei motivi decorativi con l'aggiunta di rosoni, per poi essere rimpiazzato nel 1950 da un plafond in gesso. Le navate laterali, più basse rispetto a quelle centrale, presentano una volta a crociera.
L'interno della chiesa è adornato con stucchi realizzati tra il XIX e il XX secolo, che hanno sostituito o in parte sono stati rimaneggiati, quelli commissionati a maestri napoletani tra il 1764 e il 1766 da monsignor Bellotti. Superato l'ingresso principale si sottopassa la cantoria: è stata realizzata all'inizio del XX secolo e poggia su colonne di spoglio provenienti da antiche terme romane rinvenute nel fondo De Martino a Sorrento, in cipollino verde; l'organo, in legno intagliato e dorato, risale al 1928, che ne ha sostituito uno simile del XVII secolo. Si accede quindi alla navata centrale, la quale termina con un arco che consente il passaggio al transetto, così come le due navate laterali: lungo la navata principale, sulle prime due colonne, rivolte verso l'ingresso, sono poste due acquasantiere in marmo attribuite a Gennaro De Martino, della seconda metà del XVIII secolo. Presso l'ultima colonna del lato sinistro è posta la base in marmo del trono vescovile del XVIII secolo, mentre, addossata alla quarta colonna del lato destro, si trova il pulpito: realizzato tra il XVII e il XVIII secolo in pietra di Massa, legno intagliato e dipinto e poggiante su colonne dorate, fino all'inizio del XVIII secolo ha ospitato, nella parte sottostante, un altare dedicato a sant'Agnello, con il dipinto Beata Vergine e il Bambino tra i santi Agnello e Antonio di Padova.
In origine, sul fondo della chiesa, erano poste due cappelle che vennero distrutte nel 1759 per poter permettere di creare le due porte d'accesso minori, ai lati della principale. La cappella di sinistra era quella del Fonte Battesimale, con il battistero poi spostato prima nella cappella di San Giovanni Battista, quella che diventerà l'esedra, e poi nella prima cappella sulla sinistra. La cappella di destra era invece quella di Santa Maria ad Nives dei Fabbri, dedicata anche a sant'Irene e di patronato della famiglia dei Fabbri, i quali, al suo interno, sul pavimento, ne avevano le sepolture. Sull'altare era posto l'affresco Beata Vergine tra i santi Costanzo e Lorenzo. Lungo le navate laterali si aprono tre cappelle: inoltre, lungo la navata di sinistra è l'accesso alla sacrestia, mentre in quella di destra un'esedra.

#### Cappelle del lato sinistro
La prima cappella della navata sinistra è quella del Fonte Battesimale: questa è adornata con una tela di Girolamo Imparato: realizzata nel 1592 Battesimo di Cristo e il battistero, spostato all'interno di questa cappella durante il XVIII secondo le indicazioni di san Carlo Borromeo, il quale desiderava che i battisteri fossero posto nei pressi dell'entrate delle chiese in quanto il battesimo rappresentava l'ingresso nella comunità cristiana. Prima del 1566 la cappella era dedicata a Santa Maria di Loreto, era di patronato della famiglia Vinaccia e adornata con un quadro Santa Maria di Loreto tra i Santi Gennaro e Domenico. Durante l'episcopato del Bellotti sull'altare venne posto sull'altare un dipinto di San Gennaro; in un documento risulta che nel 1879 nella cappella venivano conservate le sedie della chiesa.
Segue la sacrestia, il cui accesso è protetto da porte in legno in radica di noce. L'interno è a pianta rettangolare con volta a botte a sesto ribassato, decorata in stucchi con cornici mistilinee e rosone al centro; su ogni lato e sulla parete di fondo si aprono due finestre. Sulla parete di fondo è posto un tempietto reliquiario in legno intagliato del XVII secolo in cui è conservato il busto di san Gennaro e due statuette, una di San Pietro, l'altra di San Paolo, sempre in legno: questo poggia su un altare in muratura, dipinto a finto marmo, e ai suoi lati, in due esedre, sono inseriti gli inginocchiatoi. Lungo le pareti laterali, in cornici in stucco ovali, sono dei dipinti olio su tavola, eccetto gli ultimi due della serie, dei vescovi della diocesi di Massa Lubrense, realizzati nel XVIII secolo e sormontati da targhe sulle quali è riportato il nome; non si conoscono i pittori che realizzarono questi dipinti, ma erano sicuramente artisti specializzati in tale genere. Sulla controfacciata della sacrestia è posta la tela ritraente il vescovo Bellotti, sovrastato dal suo stemma in stucco. Il mobilio in legno sagomato risale al XVIII secolo. All'interno della sacrestia sono poste quattro porte a doppio battente dipinte a finto marmo e ornate con disegni di cesti di frutta: queste fungono da accesso ad altri vani o ad armadi a muro. La pavimentazione è in cotto: in origine era maiolicato con al centro lo stemma del Bellotti, sostituita poi negli anni 1970 da granagliato. La sacrestia è stata più volte rimaneggiata nel corso del tempo: in origine ospitava il dipinto La Madonna con i santi Giuseppe, Anna, Tommaso d'Aquino, Domenico e Cataldo del XVII secolo. Venne rifatta una prima volta dal vescovo Nepita nel 1685 e successivamente durante l'episcopato del Bellotti, quando i lavori terminarono presumibilmente nel 1766, come risulta da alcuni documenti che registrarono il pagamento a stuccatori e artisti, di cui non viene riportato il nome; non si conoscono neanche i nomi degli architetti che condussero gli ampliamenti. Una porta sulla sinistra conduce ad un ambiente chiamato capitolo, dove un tempo i sacerdoti tenevano le riunioni: si presenta con panche lungo le pareti e sulla parete di fondo ha un'apertura che funge da accesso all'androne dell'episcopio, creata nel XX secolo, sostituendo un'esedra. La volta e le pareti sono decorate in stucco: in tre cornici in stucco lungo le pareti sono inseriti i dipinti di Fede, Speranza e Carità, di un anonimo napoletano, le quali, in origine, erano probabilmente inserite negli ovali della sacrestia, in attesa dei dipinti dei vescovi futuri, anche se al Bellotti, ideatore della cronologia dei vescovi, seguì solo Angelo Vassallo, in quanto poi la diocesi venne unita a quella di Sorrento. Nella stanza era presente un lavabo in marmo sormontato dallo stemma del vescovo Bellotti, trasferito poi nell'androne dell'episcopio.
La cappella di Sant'Anna ha sull'altare maggiore tela con La Madonna con i santi Giuseppe, Anna, Tommaso d'Aquino, Domenico e Cataldo del XVII secolo; conserva inoltre resti di affreschi con tema Storie e gloria di San Cataldo realizzati da Giuseppe Fattorusso e Girolamo Mele tra il 1685 e il 1687. La cappella era originariamente di patronato della famiglia Romano di Schiazzano e dedicata all'Ascensione di Nostro Signore; quando la famiglia rinunciò al patronato fu intitolata a san Cataldo e al suo interno venne trasferito il tempietto contenente il busto di san Cataldo con reliquia, oltre ad una tela raffigurante la Fuga in Egitto, del XVII secolo, e un'altra della Pietà: la reliquia rimase nella cappella fino a quando il Bellotti non decise di spostarla nella cappella dei patroni. Inoltre, nel periodo del vescovo Nepita, probabilmente realizzate nel 1671, sui pilastri esterni alla cappella furono affrescate due icone raffiguranti La Beata Vergine in fuga verso l'Egitto e La Beata Vergine con nostro Signore Gesù Cristo morto.
La cappella di San Michele presenta resti di affreschi come Madonna con Bambino e i santi Gregorio, Michele Arcangelo e Carlo Borromeo. La cappella venne fondata dalla famiglia Palummo nel 1588 ed era dedicata a san Gregorio Magno; successivamente passò ai Palma che la dedicarono a san Michele: venne posto un quadro dedicato a San Michele e una statua di Santa Filomena, poi spostate per riportare alla luce gli affreschi.
La cappella della Madonna del Rosario ha sull'altare Fuga in Egitto, dipinto nella prima metà del XVII secolo; la cappella venne fondata nel 1523 dai Parascandalo e dedicata a santa Caterina: sull'altare era posto il quadro Beata Vergine e Santa Caterina, San Giovanni Evangelista e Santa Maria Maddalena, dove è rimasto fino al 1921, con accanto un crocifisso ligneo. Nella cappella era sepolto don Giovanni De Martino, autore della Grecia Rigenerata.

#### Cappelle del lato destro
La prima cappella della navata destra è quella di San Gaetano, sul cui altare è posto il quadro San Gaetano Thiene riceve la visione della Madonna con il Bambino, dipinto nel 1766 da Antonio e Giovanni Sarnelli; in origine era di patronato dei duchi de Martino e sull'altare si trovava un affresco illustrante la Beata Vergine tra i santi Martino e Geatano. Successivamente passo alla famiglia Orsi, i quali posero il quadro definitivo.
Segue l'esedra con un affresco realizzato alla fine del XVI secolo raffigurante l'Annunciazione, molto rovinato, e un crocifisso in legno scolpito e dipinto del XVIII secolo. In passato era denominata cappella di San Giovanni dei Pisani e ospitava il quadro Battesimo di Cristo di Girolamo Imparato e il fonte battesimale, dopo che questo era stato spostato dalla sua originaria cappella a seguito dell'apertura della porta sul fondo.
La cappella della Natività presenta la tela Adorazione dei pastori di Niccolò de Simone, della prima metà del XVII secolo: secondo uno scritto, di cui è difficile attestarne l'attendibilità, nella cappella venne inizialmente posta una Natività attribuita a Jusepe de Ribera, sostituita nel corso del XIX secolo, dalla copia del De Simone. In origine era intitolata alla Madonna del Rosario e di patronato della famiglia Mascambruno; successivamente, nel 1757, passa ai De Martino e al suo interno viene posta la Natività di Polidoro da Caravaggio.
La cappella della Madonna delle Grazie ha in una teca il legno una statua lignea della Madonna delle Grazie, realizzata nel 1838; il pavimento è in marmi quali il pavonazzetto, il palombino e la breccia africana, tutti di epoca romana, proveniente dalla villa di Pollio Felice nella baia di Puolo e riutilizzato per pavimentare la cappella nel XIX secolo. Fu fondata nel 1580 da Giovanni Paolo de Turri e dedicata ai santi Filippo e Giacomo con tela Beata Vergine del Carmelo tra i santi Filippo, Onofrio e Francesco con abito dei cappuccini di Giovan Vincenzo Forlì, andata perduta; nel 1838 venne intitolata alla Madonna delle Grazie e fu rifatta nel 1839 su disegno dell'architetto sorrentino Giuseppe Gargiulo, in tipico gusto rinascimentale con finti marmi dipinti. Nel 1879 erano presenti due nicchie con statua di San Filippo Neri e il busto reliquiario di Sant'Erasmo.
La cappella dell'Addolorata ha in un vano sotto l'altare il Cristo Morto e sopra, in una nicchia, la statua dell'Addolorata, entrambe del XVIII secolo. Venne realizzata nella seconda metà del XVI secolo da Pietro Palma e dedicata al Monte Calvario, venendo affrescata da Giuseppe Fattorusso con un dipinto della Crocifissione, andato perduto; successivamente passò ai Maggio che l'adornarono con la Pietà, probabilmente di Girolamo Imparato. Il suo aspetto definitivo risale al 1919, anno in cui venne realizzato anche l'altare in marmo.

#### Transetto
La zona del transetto si presenta con due cappelle su ogni lato, al centro, nell'abside, l'altare maggiore, affiancato da una cappella per lato; il pavimento è quello originario in maioliche del Chiaiese del XVIII secolo.
La prima cappella laterale sul lato sinistro è quella di Santa Maria di Costantinopoli e dei santi Andrea e Stefano, che prende il nome dal dipinto omonimo di Leonardo Castellano del XVI secolo, in origine erroneamente attribuito a Pietro Negroni: questa fu fondata il 10 giugno 1566 dall'arcidiacono Petrillo de Turri.
Segue la cappella della Madonna e dei santi Nicola di Bari e Giacomo, sul cui altare è posta la tela Madonna col Bambino e i santi Giacomo il Maggiore e Nicola di Bari di Francesco De Mura del XVIII secolo, oltre ad una tavola attribuita a Pietro del Pò ossia Storie e miracoli di San Nicola di Bari della seconda metà del XVII secolo; venne fondata nel luglio 1543 da Santilo Catuogno e dedicata prima a Santa Maria del Soccorso poi alla Concezione della Beata Vergine quando venne venduta nel 1642 a don Orazio Maldacea che la fece affrescare con la pittura omonima e ornare da due quadri, Miracoli di San Nicola, ancora presenti.
La prima cappella sul lato destro invece è quella dell'Epifania con tela dell'Adorazione dei Magi; venne eretta per concessione di monsignor Giovanni Andrea Belloni il 4 ottobre 1566 e fu di patronato della famiglia Persico o de Persio, venendo probabilmente affrescata da Fattorusso con tema quello dell'Epifania.
Segue la cappella di Santa Maria del Rosario con tela omonima: questa venne collocata nel 1825, anno in cui venne lasciata dalla famiglia Persico che l'aveva ottenuta in patronato da monsignor Belloni nel 1564 e ne avevano curato l'edificazione nel 1577; in origine era dedicata a santa Maria della Consolazione e san Bartolomeo ed al suo interno si trovava la pittura della Beata Vergine e il Bambino tra i santi Giovanni Battista, Francesco d'Assisi, Antonio di Padova e altri santi, sostituita poi da un dipinto di Santa Rosa.
Al centro del transetto, nell'abside, è posto l'altare maggiore, in marmi policromi, realizzato tra il 1757 e il 1759 da Gennaro De Martino. Sull'altare maggiore è posto il dipinto Madonna delle Grazie di Marco Cardisco, risalente al 1527, parte centrale di un polittico: questo si completava a destra con San Giovanni apostolo e a sinistra San Sebastiano, nella parte sommitale, al centro, la Resurrezione con a destra l'Arcangelo Gabriele e a sinistra la Madonna annunciata e in basso, nella predella, la raffigurazione dei dodici Apostoli; l'opera fu richiesta dal vescovo Pietro de' Marchesi il 28 aprile 1527. La pavimentazione è quella originaria del Chiaiese in maioliche, con al centro raffigurato lo stemma del vescovo Bellotti. Alle spalle dell'altare maggiore sono poste le sepolture dei canonici e del clero, mentre ai lati, probabilmente appartenute al Bellotti, due mensole in marmi policromi decorati con motivi geometrici in alabastro, gigli in rosso antico e bordi e fasce in broccatello. Originariamente la zona dell'abside era completata da un altare, coro e cattedra del vescovo in legno con al centro già il polittico di Cardisco. Inoltre, da una descrizione fatta da monsignor Nepita nel 1685, doveva essere presente una cupola affrescata da Andrea Sabatini con scene bibliche, in particolare Peccato di Adamo, Cacciata di Adamo ed Eva dal Paradiso, il Sacrificio e l'Uccisione di Abele, forse realizzate nel 1527: la cupola tuttavia risultò poi essere talmente danneggiata da dover essere eliminata; da sopralluoghi effettuati è stato possibile scorgere una parte di tamburo e di estradosso.
A sinistra dell'altare maggiore si trova la cappella di San Cataldo, dedicata al patrono di Massa Lubrense: creata nell'antica chiesa di Sant'Erasmo, come si nota dalla conformazione architettonica che differisce dal resto della chiesa, presenta un soffitto con volte a botte decorato con stucchi. L'altare è in marmo e venne realizzato nello stesso periodo e dallo stesso artista di quello maggiore: al suo interno si trova il busto di san Cataldo, in argento e rame dorato, risalente al XVII secolo e voluto dal vescovo Gian Vincenzo de' Giuli, con base in argento creata da Gaetano Starace nel 1703. Ai lati dell'altare sono presenti due nicchie: in quella di sinistra è posta la statua del Sacro Cuore di Gesù, mentre in quella di destra Sant'Agnese; il pavimento è quello originario in maioliche del Chiaiese, con stemma centrale del Bellotti adornato con volute e fiori e ai due lati vasi con fiori poggiati su mensole in prospettiva. Dalla cappella, una porta, conduce ad una piccola sacrestia che a sua volta dava accesso ad un ambiente superiore e uno inferiore che ospitava alcune sepolture, oltre a fungere da ingresso all'episcopio, passaggio fatto chiudere durante la metà del XIX secolo. Fin dalla fondazione della chiesa questa cappella è stata sempre dedicata al patrono di Massa Lubrense: in origine era intitolata a sant'Erasmo, poi, alla fine del XVIII secolo, ai santi Cataldo, Irene ed Erasmo ed infine, con monsignor Bellotti, a san Cataldo. Tra le varie opere che nel corso dei secoli sono state ospitate nella cappella due statue, una di San Cataldo e una di Sant'Irene, entrambe in deposito, un polittico di Sant'Erasmo, poi smembrato, un busto ligneo e dipinto di Sant'Erasmo e il busto di San Gennaro poi spostato nel tempietto reliquiario in sacrestia; fino al 1921, come descritto dal monsignor Jacuzio durante una vista, le nicchie erano chiuse da ante, andate perdute, dipinte con immagini dei santi Irene e Erasmo, a indicare le statue in esse contenute
A destra dell'altare maggiore si trova la cappella di San Giuseppe, la quale conserva anch'essa il pavimento originario in maioliche del Chiaiase con raffigurazioni di conchiglie, cornucopie, vasi ricolmi di fiori su mensole, medaglione centrale e una rappresentazione di una marina con barche che allude al patronato dei marinai: in origine infatti la cappella, che venne eretta per volere di monsignor Giuseppe Faraoni l'11 marzo 1581 e dedicata al Santissimo Sacramento, fu concessa nel 1587 alla confraternita dei marinai. Si completa con due tavole del XVI secolo dedicate ai Santi Lucia e San Leonardo, provenienti da un polittico smembrato per volere del Bellotti che ne conservò le parti migliori, originariamente posto nella cappella di San Cataldo, forse opere di Severo Ierace o Giovanni Filippo Criscuolo: questo era composto al centro da Sant'Erasmo, a destra Santa Lucia, a sinistra San Leonardo, nella parte superiore la Crocifissione con la Vergine, San Giovanni Apostolo e le Sante Caterina d'Alessandria e Maria Maddalena. In origine, al suo interno, era posta una Trasfigurazione di Cristo, andata perduta, opera di Dirk Hendricksz e per questo la cappella era anche chiamata Trasfigurazione dei Marinai.
In passato, tra la cappella di San Cataldo e l'altare maggiore era posta una cappella, addossata a un pilastro, dedicata a Santa Maria della Pietà con dipinto della Pietà, mentre tra l'altare maggiore e la cappella san Giuseppe, addossata al pilastro, la cappella della Natività con il dipinto della Natività di Polidoro da Caravaggio.